# Medal of Honor: Airborne
Medal Of Honor: Airborne es un videojuego de la famosa serie Medal of Honor y el último ambientado en la Segunda Guerra Mundial, desarrollado por Electronic Arts Los Angeles (EALA). El juego usa el motor gráfico Unreal Engine 3 y fue lanzado para Xbox 360 y PC el 4 de septiembre de 2007, y el 12 de septiembre del mismo año para PlayStation 3.

## Argumento
En Airborne, el jugador toma el papel de Boyd Travers, un soldado paracaidista de la 82.ª División Aerotransportada. Las inserciones de Travers tomarán lugar en Sicilia, Palermo, Normandía y Países Bajos. El juego empieza con los aliados dirigiendo una invasión costera en Sicilia (1943), siguiéndolo en un rescate en Palermo, Italia (1943); también estará la Operación Market Garden, cuando 30.000 paracaidistas caen en Holanda, lo cual conduce al final del juego.
Airborne se compone de 6 campañas incluyendo: Operación Husky, Operación Avalancha, Operación Neptuno, Operación Market Garden , Operación Varsity y la última , en que uno debe destruir una torre, "Der Flaktürm", la Torre Antiaérea . Las seis campañas tendrán lugar en cuatro países: Italia, Francia, Alemania y Países Bajos

## Jugabilidad
El juego cuenta con misiones al principio fáciles, pero al seguir avanzando por niveles en el juego, se hace cada vez más difícil debido a la llegada de tropas alemanas más experimentadas y más difíciles de eliminar, como el nazisturm de elite que dispone de un traje blindado y una máscara antigás además de un armamento de una MG42 con portacintas.
Los enemigos se dividen en 10 dificultades
Cada una de ellas va apareciendo en las distintas misiones, además de la dificultad para acabar con los soldados también cambia su uniforme y armamento que va desde los Mauser Kar 98K hasta los STG44

### Objetivos
En Airborne, el jugador tendrá la habilidad de controlar en dónde caerán, lo cual altera el curso de la misión. Las misiones en Airborne no tienen un específico punto de comienzo y de fin, con poco énfasis en secuencias controladas que se ven en muchos juegos de primera persona. Además de que el jugador tendrá la opción de ir a cada objetivo sin ir a uno y después a otro esto iguala al juego Call of Duty 2, que fue un juego del año en 2005, sin duda esto creara que el juego lo iguale o lo mejore respectivamente.

### Armas
La habilidad de modificar armas que pueden ser cambiadas por partes auténticas en Airborne, es la segunda vez que se implanta en la serie Medal of Honor. Las modificaciones de las armas que son desbloqueadas estarán permanentemente en el curso del juego.
A medida que vas ``recibiendo´´ experiencia con las armas, podrás tener acceso a nuevas formas de usarlas, esto permite al jugador adaptarse no solo al juego si no a su ambiente.

### Tipos de armas
- Subfusil Thompson
- M1 Garand
- Winchester Modelo 1912
- Springfield M1903
- BAR
- Colt M1911
- Mauser C96
- Maschinepistole 40
- Karabiner 98k
- Granada Mk 2
- Stielhandgranate
- Gewehr 43
- Sturmgewehr 44
- Lanzador Panzerschreck
- Cañón sin retroceso M18
- Granada No°82 Gammon Bomb

### Misiones
Medal Of Honor Airborne comprende un total de seis misiones de las cuales 5 basadas en hechos reales. Cada misión tiene distintas partes, con objetivos.
MISIÓN I: Daño Ilimitado (Operación Husky, Adanti, Sicilia) 
Esta misión tiene lugar en el pueblo siciliano de Adanti, donde los alemanes han establecido cuatro baterías antiaéreas DCA. Tu misión es desruir las cuatro baterías. Tras esto, deberás reunirte con las fuerzas de la 82 que han sido atacadas al final del pueblo, y ayudarles a eliminar a un francotirador. Finalmente, deberás eliminar a los oficiales alemanes que han retomado Adanti.
MISIÓN II: El Espectáculo (Operación Avalanche, ruinas de Paestum, Italia) 
En las ruinas de Paestum los alemanes han establecido un importante campamento. Tu misión es destruir sus depósitos de combustible y de municiones, cortar las comunicaciones, y con la ayuda de la Infantería comandada por el Cabo Kish, marcar la zona enemiga donde están los antiaéreos para que sean destruidos por la aviación.
MISIÓN III: Salvados Por El Sacrificio (Operación Neptuno, Adouville y Playa de Utah, Francia) 
En esta misión deberás neutralizar dos torres de vigilancia enemigas en las costas de Normandía y una antena radar. Después decenderéis a la playa para ayudar a los Rangers a tomar los dos búnkeres de la costa.
MISIÓN IV: La Inauguración (Operación Market Garden, Nimega, Países Bajos) 
La ciudad de Nimega es vital para el funcionamiento de la Operación Market Garden. El objetivo de la 82.ª es asegurar el puente y la carretera para permitir el paso de las tropas y los tanques Sherman. Sin embargo, los alemanes no lo dejaran caer en tus manos luchando hasta el final, pero la dificultad esta que aparecerán nuevos soldados con lanzamisiles 
MISIÓN V: Los jóvenes tontos (Operación Varsity) 
Después de cruzar la frontera llegas a una fábrica de municiones y blindados nazis, los cuales están por salir en ferrocarril. La misión consiste en destruir los tres tanques ubicados en cada uno de los ferrocarriles(estos se encuentran en el corazón de la fábrica), oleoductos de gas y municiones enemigas. La dificultad de este nivel es mayor debido al gran número de francotiradores enemigos. Al final de esta misión los aliados intentan tomar el tren pero se encuentran con una gran resistencia Nazi, donde aparece does elites de asalto el cual es la dificultad ya que tendrás aparte un constante fuego de la infantería Fallschirmejager (soldados nivel 7)
MISIÓN VI: Der Flakturm (Operación Der Flaktürm) 
En la última misión, el avión en el que viajabas se parte por la mitad por lo que el paracaidista salta antes de lo establecido. El objetivo es (El orden de los objetivos puede variar según cada jugador)aterrizar en la torre antiaérea con el nombre de la misión en la que están ubicadas seis baterías antiaéreas pequeñas(Dos ya habían sido destruidas por los bombardeos) y tres baterías antiaéreas grandes (una destruida por los bombardeos). Infiltrarse en cada uno de los pisos de la torre para acabar con la resistencia alemana y destruir los blindados ubicados en el primer piso. Luego volver al piso 3 donde debes volver a recuperar el piso por segunda vez, al terminar esto el jugador llega al sótano de la torre donde los aliados ya han colocados explosivos C4, después de destruir la torre se ve el final del juego donde miles de aliados caen en paracaídas sobre Alemania mientras el personaje narra el fin de la guerra.

### Vehículos
No hay vehículos controlados por el jugador en el juego.Solo se puede ver al enemigo, en algunas misiones, se pueden ver Sd.Kfz. 251  y tanques Panzer VI Tiger , como en la Operación Market Garden.

## Multijugador
La experiencia del multijugador tiene un estilo similar a Medal of Honor: Allied Assault, e incluirá aviones de paracaidistas.
Se ha confirmado que el mapa "Destroyed Village" ha sido recreado en el juego e incluido en él.

## Banda sonora
Gran doblaje y una banda sonora clásica de la saga de este juego compuesta por Michael Giacchino. Si en un escenario te diriges a hacer una misión, es posible escuchar distintos temas musicales anteriores de otros juegos de la misma saga.